# Partula
Genre
Partula est un genre d'escargots terrestres tropicaux, arboricoles de la famille des Partulidae. Une grande partie des espèces de ce genre sont éteintes ou menacées de disparition à la suite d'introductions d'espèces invasives sur leurs îles d'origine (notamment l'escargot prédateur Euglandina rosea, introduit pour lutter contre l'Achatine, un autre escargot précédemment introduit).

## Liste d'espèces
Le genre Partula comprend :
- Partula affinis †
- Partula approximata †
- Partula arguta †
- Partula atilis †
- Partula aurantia †
- Partula auriculata †
- Partula bilineata †
- Partula callifera †
- Partula calypso
- Partula candida †
- Partula castanea †
- Partula cedista †
- Partula citrina †
- Partula clara
- Partula compacta †
- Partula crassilabris †
- Partula cuneata †
- Partula cytherea †
- Partula dentifera
- Partula dolichostoma †
- Partula dolorosa †
- Partula emersoni
- Partula eremita †
- Partula exigua †
- Partula faba
- Partula filosa †
- Partula formosa †
- Partula fusca †
- Partula garretti†
- Partula gibba
- Partula guamensis
- Partula hebe
- Partula hyalina
- Partula imperforata †
- Partula labrusca †
- Partula langfordi
- Partula leptochila †
- Partula leucothoe
- Partula levilineata †
- Partula levistriata †
- Partula lutea †
- Partula martensiana
- Partula microstoma †
- Partula mirabilis
- Partula mooreana
- Partula nodosa
- Partula otaheitana
- Partula planilabrum †
- Partula producta †
- Partula protea †
- Partula protracta †
- Partula radiata †
- Partula radiolata
- Partula raiatensis †
- Partula remota †
- Partula robusta †
- Partula rosea
- Partula rustica †
- Partula sagitta †
- Partula salifana †
- Partula salifera †
- Partula suturalis
- Partula taeniata
- Partula thalia †
- Partula thetis
- Partula tohiveana
- Partula tristis
- Partula turgida †
- Partula umbilicata†
- Partula varia
- Partula variabilis †
- Partula vittata †